# 中突堤

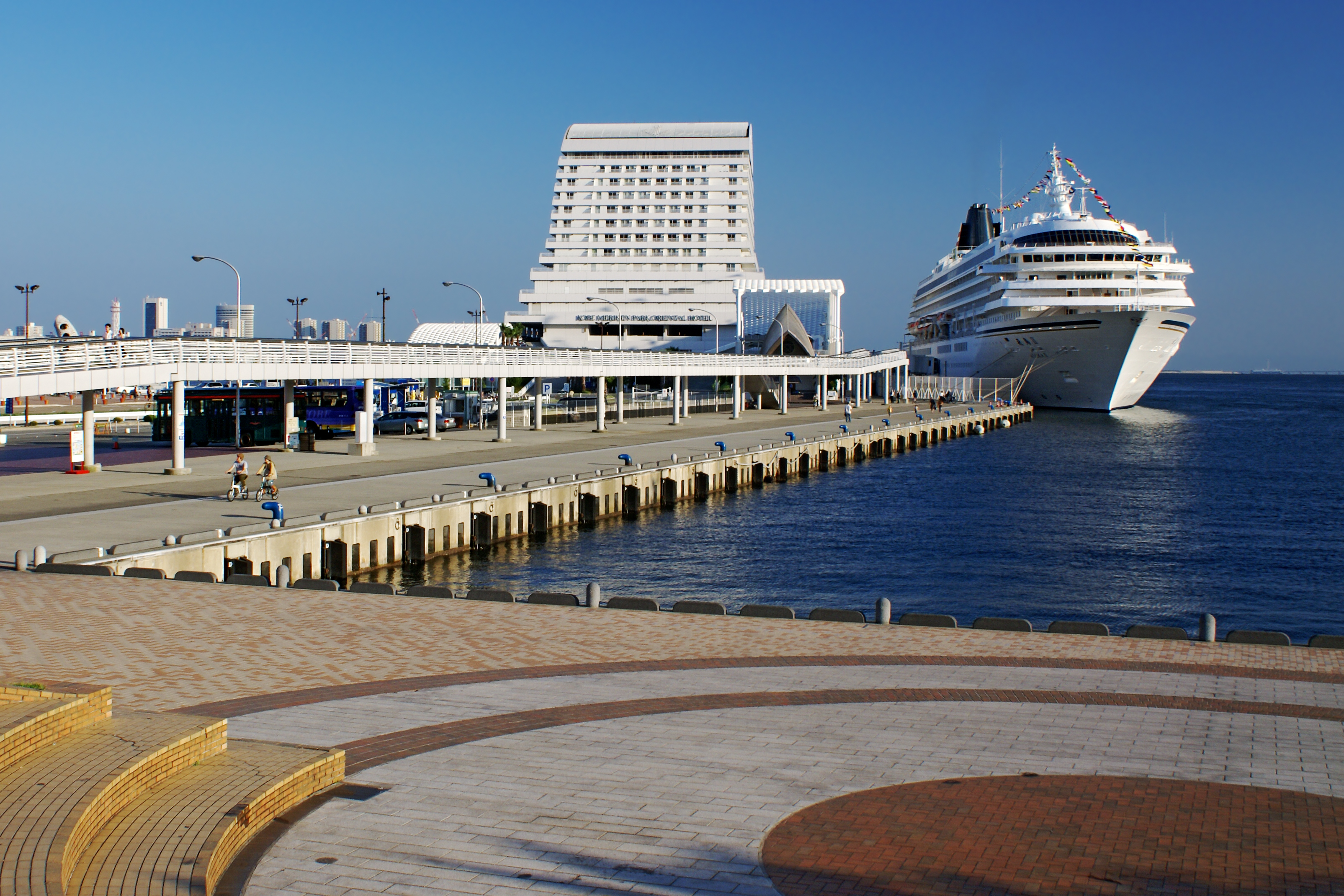
突堤西岸全景

中突堤（なかとってい）は、兵庫県神戸市中央区波止場町にある、神戸港の代表的な波止場の一つ。

## 概要
1929年（昭和4年）2月着工、1938年（昭和13年）2月28日竣工。突堤の付け根には鉄塔の美女と称される神戸ポートタワーが建つ。突堤先端にはメリケンパークオリエンタルホテルが建ち、その1 - 2階にはC.I.Q.（税関、出入国管理、動植物検疫等）施設を備えた中突堤旅客ターミナルがある。
1980年代中頃に中突堤から東のメリケン波止場までの水域が埋め立てられてメリケンパークがオープンし、1990年代後半に中突堤から西の弁天埠頭までの水域が国産波止場を飲み込む形で埋め立てられて中突堤中央ターミナル（かもめりあ）がオープンした。突堤の中ほどだった神戸ポートタワーの位置は、東西両岸の埋立によって突堤の付け根へと変容し、かつて約700メートルあった突堤西岸の長さは約500メートルと短くなった。現在その先端286メートルを外航クルーズ客船・長距離フェリー用バースとして使用する。水深は約9メートルで5万トン級船舶の接岸に対応し、神戸ポートターミナル（新港第四突堤）に次ぐ神戸港の玄関としての役割を担う。突堤東岸は大型レストラン船「ルミナス神戸2」専用のバースである。
花隈公園（花隈城址）から中突堤に至る道路には神戸ポートタワーにちなんだ「タワーロード」の愛称が付与されている。また、この道路は元町通・栄町通・海岸通のそれぞれ3丁目と4丁目の丁目界となっており、旧神戸村（1～3丁目側）と旧二ツ茶屋村（4～6丁目側）の村界でもあった（旧走水村も4～6丁目側だが旧神戸村には隣接せず、海岸通には含まれない）。
海岸通（国道2号）山側から中突堤の先端までペデストリアンデッキ（エレベーター付き）が設けられており、そこからは中突堤のみならず、西は高浜岸壁（神戸ハーバーランド）、東は新港突堤に出入港する客船などの眺望を得ることができる。

## 発着する主な客船

### 定期航路
- ルミナス神戸2 - 神戸港～明石海峡大橋周航[5]

### 接岸する主な外航客船（不定期）
- 飛鳥II[6]
- にっぽん丸[7]
- ザ・ワールド[6]

など

### かつて就航していた主な航路
- アクアジェット（共同汽船 神戸港中突堤〜津名港〜洲本港、1998年（平成10年）4月5日まで。）
- 関西汽船や加藤汽船が運航する瀬戸内海航路のターミナルとして利用され、四国・九州へ多くの航路が就航していた。なお、一部は当埠頭を経由して大阪港弁天埠頭へ向かう航路もあった。
  - 黒潮丸（沖縄復帰前に就航していた。）

## 建造物
- 神戸ポートタワー
- 中突堤中央ビル（旧・ターミナルビル） - 兵庫エフエム放送（Kiss FM KOBE）の本社が1990年の開局から長らく置かれていたが、老朽化に伴い後述の神戸メリケンパークオリエンタルホテル内に移転した。
- 中突堤中央ターミナル「かもめりあ」
- 中突堤旅客ターミナル（メリケンパークオリエンタルホテルの1-2階部分）

## 周辺
- 波止場町TEN×TEN

## 近隣の旅客船ターミナル
- 神戸ポートターミナル
- 新港フェリーターミナル
- 高浜旅客ターミナル
- 中突堤中央ターミナル
- 神戸空港海上アクセスターミナル
- 六甲アイランドフェリーターミナル
- 六甲船客ターミナル

## 交通アクセス
- JR西日本・阪神 元町駅 徒歩15分
- 阪急 花隈駅 徒歩10分
- 神戸市営地下鉄西神・山手線 県庁前駅 徒歩12分
- 神戸市営地下鉄海岸線 みなと元町駅 徒歩5分

当地区とメリケンパーク付近に、新港突堤西地区から神戸ハーバーランドまでの都市索道を経由させる構想がある。